# 在至高处统治
在至高处统治（拉丁語：Regnans in Excelsis）或逐出令，是天主教教宗庇护五世于1570年2月25日发布的教宗詔書，由於伊丽莎白一世繼續推行英國宗教改革，教廷宣布对英格兰女王伊丽莎白一世处以破門，不承認她的統治合法性。

## 簡介
在歐洲的宗教改革風潮中，英國國王亨利八世為了離婚問題與天主教會失和，1534年宣布推行《至尊法》，離開天主教，改稱英国国教，也就是新教的聖公宗，是為英国宗教改革。
英國女王玛丽一世曾一度打算讓英國重歸天主教，但玛丽死后，1558年玛丽之妹伊丽莎白一世即位，重新颁布了被废除的《至尊法》，并且又颁布了《信仰统一法》，规定必須使用《公祷书》，事实上恢复了爱德华六世时期定下的新教礼拜仪式。这样，英格兰的教会再次與天主教宣告分离，聖公宗再次成为了英国的官方宗教。1563年，《三十九條教條》公布。1569年，英格兰北部爆发天主教徒反对伊丽莎白一世统治的北方起义。
1570年教廷为支持北方起义，对伊丽莎白一世处以破門律，還煽動她的臣民造反，称她是“英格兰女王的篡位者和犯罪的仆人”，是异端。伊丽莎白的臣民即使已经宣誓效忠，仍允許起事、反抗。教宗還对服从伊丽莎白命令者处以破門律。1572年发生的里多尔菲阴谋即受到了该詔書的影响。